# Plectranthus briquetii
Plectranthus briquetii là một loài thực vật có hoa trong họ Hoa môi. Loài này được (Baker) ined. miêu tả khoa học đầu tiên.